# Condensator (termodinamică)

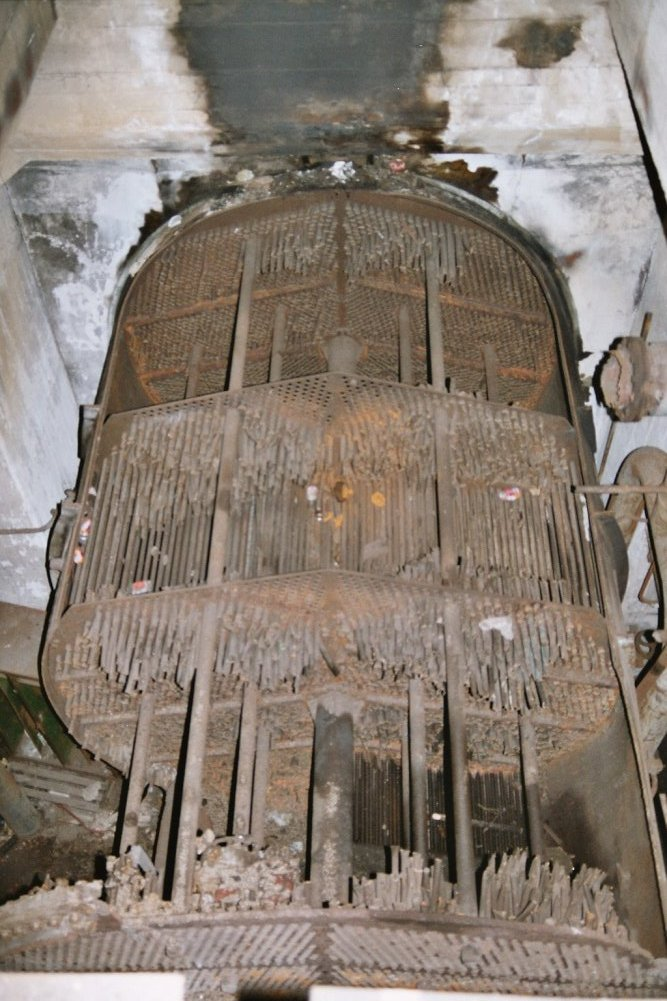
Condensator al cărui fascicul tubular a fost distrus.

În gama echipamentelor termice care servesc la transmiterea căldurii un condensator este o instalație care condensează un fluid din stare de vapori la starea sa lichidă, prin răcire. Prin condensare fluidul cedează căldura sa latentă de condensare fluidului de răcire, care de obicei este  apa. Condensatoarele sunt considerate  schimbătoare de căldură. Ele se construiesc în diferite dimensiuni, de la componente foarte mici, cum sunt condensatoarele frigiderelor, până la dimensiuni foarte mari, cum sunt condensatoarele  turbinelor cu abur din  termocentrale.